# Take the Time
Singles de Dream Theater
Another Day
(1992) The Silent Man
(1994)
Pistes de Images and Words
Another Day
(2) Surrounded
(4)
Take The Time est la troisième chanson de l'album Images and Words du groupe de metal progressif Dream Theater sorti en 1993. C'est la seule chanson dont les paroles ont été écrites par le groupe au complet.

## Apparitions
1. Images And Words (Album) (1992)
2. The Silent Man (Single) (1994)
3. Images and Words: Live in Tokyo (VHS Live) (1994)
4. Once In A LIVEtime (Album Live) (1998)
5. Live in Tokyo / 5 Years in a LIVEtime (DVD Live) (2004)
6. Chaos in Motion 2007-2008 (DVD Live) (2008)

## Écriture et composition
Les paroles de Take the Time évoquent les difficultés rencontrées par le groupe durant les trois ans précédent l'album : recherche d'un nouveau chanteur, d'un nouveau manager, d'une nouvelle étiquette. Elles ont été écrites par chaque membre de leur côté : chacun a pris un couplet et ensemble, ils ont écrit le refrain. C'est la seule fois que tous les membres ont collaboré pour les paroles d'une chanson.
Plusieurs échantillons sonores sont prononcés au début de la chanson. On peut entre autres entendre « Hold it now » prononcé par Chuck D chanteur de Public Enemy sur l'album Fear of a Black Planet et « Wait a minute » prononcé par Frank Zappa sur l'album Sheik Yerbouti.
À 3:44 dans la chanson, on peut entendre une courte phrase en italien disant : « ora che ho perso la vista ci vedo di più ». C'est en fait une réplique tirée du film Cinema Paradiso qui veut dire « maintenant que j'ai perdu la vue, je vois plus clair ».
La plupart des percussions entendues n'ont pas été jouées par Portnoy, mais rajoutées par le mixeur.

### Musiciens
- James LaBrie - chant
- Kevin Moore - claviers
- John Myung - basse
- John Petrucci - guitare
- Mike Portnoy - batterie

## Réception
Il existe deux versions de la chanson, une de 8:21 et une autre écourtée pour les besoins de la radio. C'est cette dernière qui a été utilisée pour le clip qui l'accompagne. Avec Pull Me Under, Another Day, The Silent Man, Lie et Hollow Years, Take The Time est l'une des seules chansons de Dream Theater ayant fait l'objet d'un clip.
La chanson a également atteint la charte du Billboard. Elle fait partie des trois chansons interprétées par Dream Theater ayant atteint la liste. Elle a réussi à s'élever au 22e rang.